# Tetê
Mateus Cardoso Lemos Martins (Alvorada, Brasil, 15 de febrero de 2000), más conocido como Tetê, es un futbolista brasileño que juega en la demarcación de centrocampista para el Panathinaikos F. C. de la Superliga de Grecia.

## Trayectoria
Tras empezar a formarse como futbolista en el Grêmio FBPA, desde 2008 hasta 2019, finalmente el 20 de febrero de 2019 fichó por el F. C. Shakhtar Donetsk. El 13 de abril de 2019 hizo su debut con el club en un partido de Liga Premier de Ucrania contra el F. C. Zorya Luhansk. Su primer gol con el club lo marcó el 15 de mayo de 2019 en el partido de la final de la Copa de Ucrania contra el F. C. Inhulets Petrove, donde además acabó haciendo un doblete.
Jugó más de un centenar de partidos con el equipo ucraniano y, tras la suspensión de las competiciones nacionales por la invasión rusa de Ucrania, el 31 de marzo de 2022 fue cedido al Olympique de Lyon para lo que quedaba de temporada. Debutó esa misma semana y a los dos minutos de entrar al terreno de juego marcó el tanto del triunfo ante el Angers S. C. O. Logró un gol más en los otros diez partidos que jugó y siguió en el equipo lionés la campaña 2022-23 tras haber llegado a un acuerdo para extender la cesión. Esta se canceló en el mes de enero para acabar el curso en el Leicester City F. C.
En julio de 2023 comunicó que no iba a volver a Donetsk y el mes siguiente fichó por el Galatasaray S. K. Allí estuvo una temporada y en julio de 2024 fue traspasado al Panathinaikos F. C. a cambio de 4.75 millones de euros.

## Estadísticas

### Clubes
Actualizado al último partido disputado el 15 de enero de 2024.
| Club                             | Div.          | Temporada     | Liga  | Liga  | Liga   | Copas nacionales | Copas nacionales | Copas nacionales | Copas internacionales | Copas internacionales | Copas internacionales | Total | Total | Total  |
| Club                             | Div.          | Temporada     | Part. | Goles | Asist. | Part.            | Goles            | Asist.           | Part.                 | Goles                 | Asist.                | Part. | Goles | Asist. |
| -------------------------------- | ------------- | ------------- | ----- | ----- | ------ | ---------------- | ---------------- | ---------------- | --------------------- | --------------------- | --------------------- | ----- | ----- | ------ |
| F. K. Shakhtar Donetsk · Ucrania | 1.ª           | 2018-19       | 8     | 2     | 1      | 2                | 2                | 1                | 0                     | 0                     | 0                     | 10    | 4     | 2      |
| F. K. Shakhtar Donetsk · Ucrania | 1.ª           | 2019-20       | 26    | 8     | 4      | 1                | 0                | 0                | 7                     | 1                     | 1                     | 34    | 9     | 5      |
| F. K. Shakhtar Donetsk · Ucrania | 1.ª           | 2020-21       | 24    | 6     | 4      | 2                | 0                | 1                | 10                    | 2                     | 1                     | 36    | 8     | 6      |
| F. K. Shakhtar Donetsk · Ucrania | 1.ª           | 2021-22       | 17    | 9     | 1      | 1                | 0                | 0                | 10                    | 1                     | 1                     | 28    | 10    | 2      |
| F. K. Shakhtar Donetsk · Ucrania | Total club    | Total club    | 75    | 25    | 10     | 6                | 2                | 2                | 27                    | 4                     | 3                     | 108   | 31    | 15     |
| Olympique de Lyon Francia        | 1.ª           | 2021-22       | 9     | 2     | 5      | 0                | 0                | 0                | 2                     | 0                     | 0                     | 11    | 2     | 5      |
| Olympique de Lyon Francia        | 1.ª           | 2022-23       | 17    | 6     | 2      | 2                | 0                | 2                | —                     | —                     | —                     | 19    | 6     | 4      |
| Olympique de Lyon Francia        | Total club    | Total club    | 26    | 8     | 7      | 2                | 0                | 2                | 2                     | 0                     | 0                     | 30    | 8     | 9      |
| Leicester City F. C. Inglaterra  | 1.ª           | 2022-23       | 13    | 1     | 0      | 1                | 0                | 0                | —                     | —                     | —                     | 14    | 1     | 0      |
| Leicester City F. C. Inglaterra  | Total club    | Total club    | 13    | 1     | 0      | 1                | 0                | 0                | 0                     | 0                     | 0                     | 14    | 1     | 0      |
| Galatasaray S. K. Turquía        | 1.ª           | 2023-24       | 17    | 0     | 1      | 0                | 0                | 0                | 7                     | 1                     | 0                     | 24    | 1     | 1      |
| Galatasaray S. K. Turquía        | Total club    | Total club    | 17    | 0     | 1      | 0                | 0                | 0                | 7                     | 1                     | 0                     | 24    | 1     | 1      |
| Total carrera                    | Total carrera | Total carrera | 131   | 34    | 18     | 9                | 2                | 4                | 36                    | 5                     | 3                     | 178   | 41    | 25     |

## Palmarés

### Títulos nacionales
| Título                  | Club                   | País    | Año  |
| ----------------------- | ---------------------- | ------- | ---- |
| Copa de Ucrania         | F. C. Shakhtar Donetsk | Ucrania | 2019 |
| Liga Premier de Ucrania | F. C. Shakhtar Donetsk | Ucrania | 2019 |
| Liga Premier de Ucrania | F. C. Shakhtar Donetsk | Ucrania | 2020 |
| Supercopa de Ucrania    | F. C. Shakhtar Donetsk | Ucrania | 2021 |
| Supercopa de Turquía    | Galatasaray S. K.      | Turquía | 2023 |
| Superliga de Turquía    | Galatasaray S. K.      | Turquía | 2024 |